# Aproximante dental
O aproximante dental é um tipo de fone consonantal empregado em alguns idiomas. O símbolo no Alfabeto Fonético Internacional que representa este fonema é o ð̞, e seu equivalente X-SAMPA é D_o.

## Características
- Seu modo de articulação é aproximante, que significa que é produzido ao deixar um articulador próximo ao outro não ao ponto de construir uma consoante fricativa.
- Seu ponto de articulação é dental, que significa que é articulado com a ponta da língua nos dentes.
- O tipo de fonação é sonora, que significa que as cordas vocais vibram durante a articulação.
- É uma consoante oral, que significa que permite que o ar escape pela boca.
- O mecanismo de fluxo de ar é egressivo, que significa que é articulado empurrando o ar para fora dos pulmões através do aparelho vocal.

## Ocorrências
| Língua     | Palavra | AFI     | Significado |
| ---------- | ------- | ------- | ----------- |
| Castelhano | nada    | [ˈnað̞a] | 'nada'      |